# Sebastes rosenblatti
Sebastes rosenblatti är en fiskart som beskrevs av Chen, 1971. Sebastes rosenblatti ingår i släktet Sebastes och familjen kungsfiskar. Inga underarter finns listade i Catalogue of Life.